# Stanislao Canovai
Stanislao Canovai (Firenze, 27 marzo 1740 – Firenze, 17 novembre 1812) è stato un religioso, matematico e storico italiano, che può considerarsi l'iniziatore del movimento fisico-matematico che si sviluppò nella Toscana del secondo Settecento.

## Biografia
Nacque a Firenze nel 1740 e poco si conosce della sua infanzia. Entrò ancora ragazzo nell'ordine religioso degli scolopi, studiando dapprima a Firenze sotto la guida del matematico Gregorio Fontana e successivamente, trasferitosi a Pisa, ebbe come docenti Odoardo Corsini e Carlo Antonioli.
Nel 1765 gli venne conferita la cattedra di filosofia e teologia presso il seminario vescovile di Cortona, dove ricoprì anche il ruolo di docente di matematica. Durante i quindici anni di docenza a Cortona, ebbe nel 1768 l'incarico temporaneo di pochi mesi di insegnare matematica e fisica presso il Collegio reale di Parma.
Insieme ad altri colleghi e studiosi amici, manifestava la volontà di creare un insegnamento congiunto di principi di matematica e sperimentazione fisica, in cui il calcolo differenziale ed integrale fossero la base per la formulazione matematica dei fenomeni fisici secondo la tradizione newtoniano-euleriana.
Partendo da questo principio, Canovai volle agire per stimolare e realizzare un proficuo dibattito scientifico che non rimanesse solo a livello speculativo ma che interessasse le attività didattiche sia nelle scuole sia nelle università.
Questa sua visione si tradusse nella redazione di un grande manuale Lezioni elementari di matematiche, in cui Canovai, partendo dalle definizioni e dal fornire la base matematica arrivava alle applicazioni fisiche.
Molti furono gli ambiti speculativi di cui si interessò Canovai, dall'ottica all'astronomia fino a giungere alle materie storiche e sacre.
Morì nel 1812 a Firenze.

## Opere
- Poesie del padre Stanislao Canovai delle scuole pie gia p. professore di fisica e matematica nel seminario di Cortona [s.d.]
- Orazione funebre per il cav. marchese Giuseppe Benvenuto Venuti detta nell'Accademia Etrusca di Cortona il di 27 maggio 1780. Dal p. Stanislao Canovai, 1780.
- Elementi di fisica matematica, Firenze, Pietro Allegrini, 1788.
- Elementi di fisica matematica, vol. 1, Firenze, Francesco Zanetti, 1809.
- Elementi di fisica matematica, vol. 2, Firenze, Pagani, Gioacchino, 1820.
- Viaggi d'Amerigo Vespucci, Firenze, Pagani, Gioacchino, 1827.
- Sulle vicende delle longitudini geografiche dai tempi di Cesare Augusto fino a quelli dell'imperator Carlo 5., Firenze, Pagani, Gioacchino, 1827.